# Serreslous-et-Arribans
Serreslous-et-Arribans, auf gaskognisch „Sèrraslós e Arribans“, ist eine französische Gemeinde im  Département Landes in der Region Nouvelle-Aquitaine. Sie gehört zum Kanton Chalosse Tursan und zum Arrondissement Mont-de-Marsan. Sie grenzt im Norden an Doazit, im Osten an Hagetmau und im Süden und im Westen an Saint-Cricq-Chalosse.

## Bevölkerungsentwicklung
| Jahr      | 1962 | 1968 | 1975 | 1982 | 1990 | 1999 | 2008 | 2017 |
| --------- | ---- | ---- | ---- | ---- | ---- | ---- | ---- | ---- |
| Einwohner | 189  | 166  | 146  | 150  | 169  | 182  | 211  | 194  |

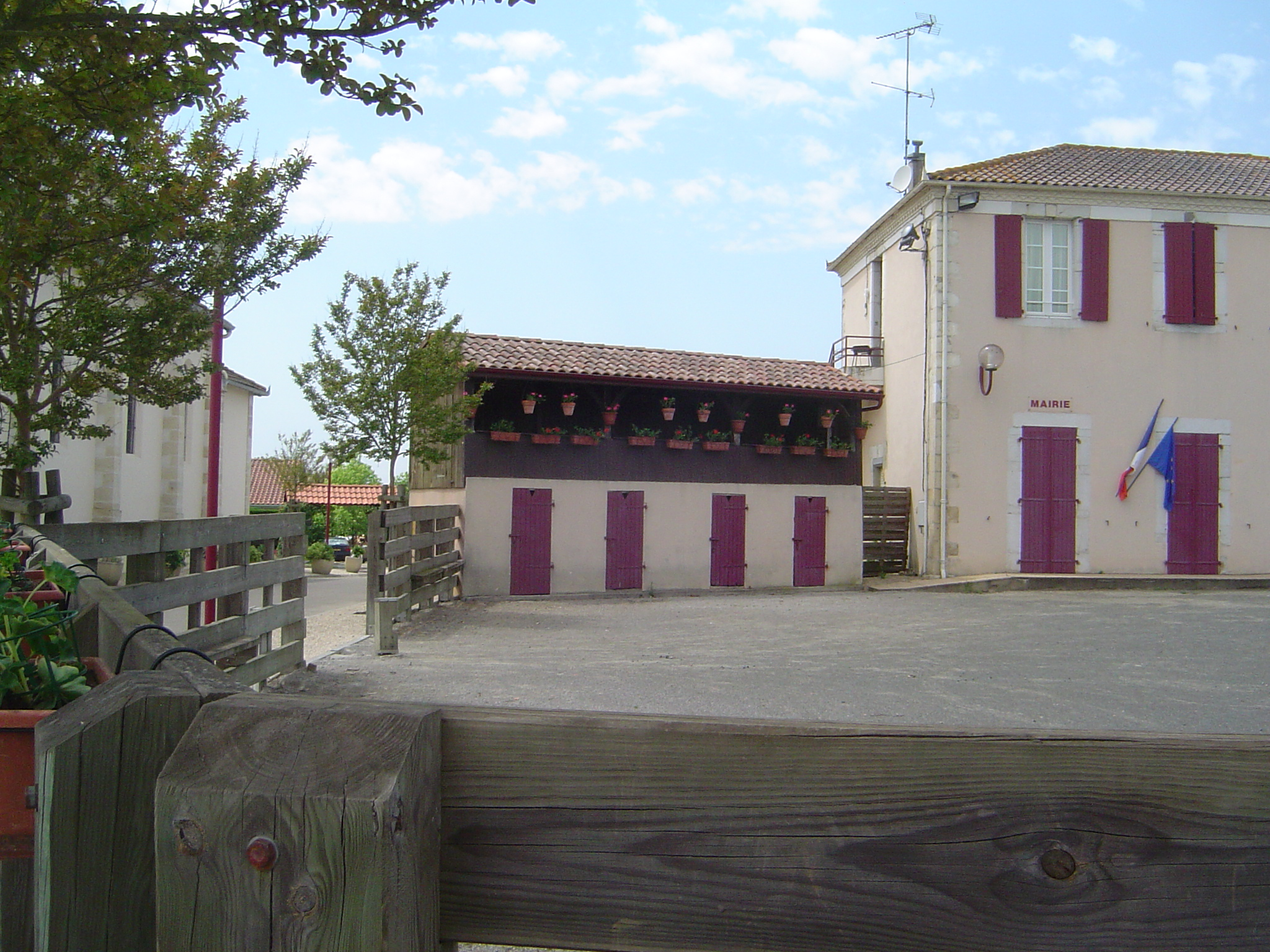
Rathaus (Mairie)
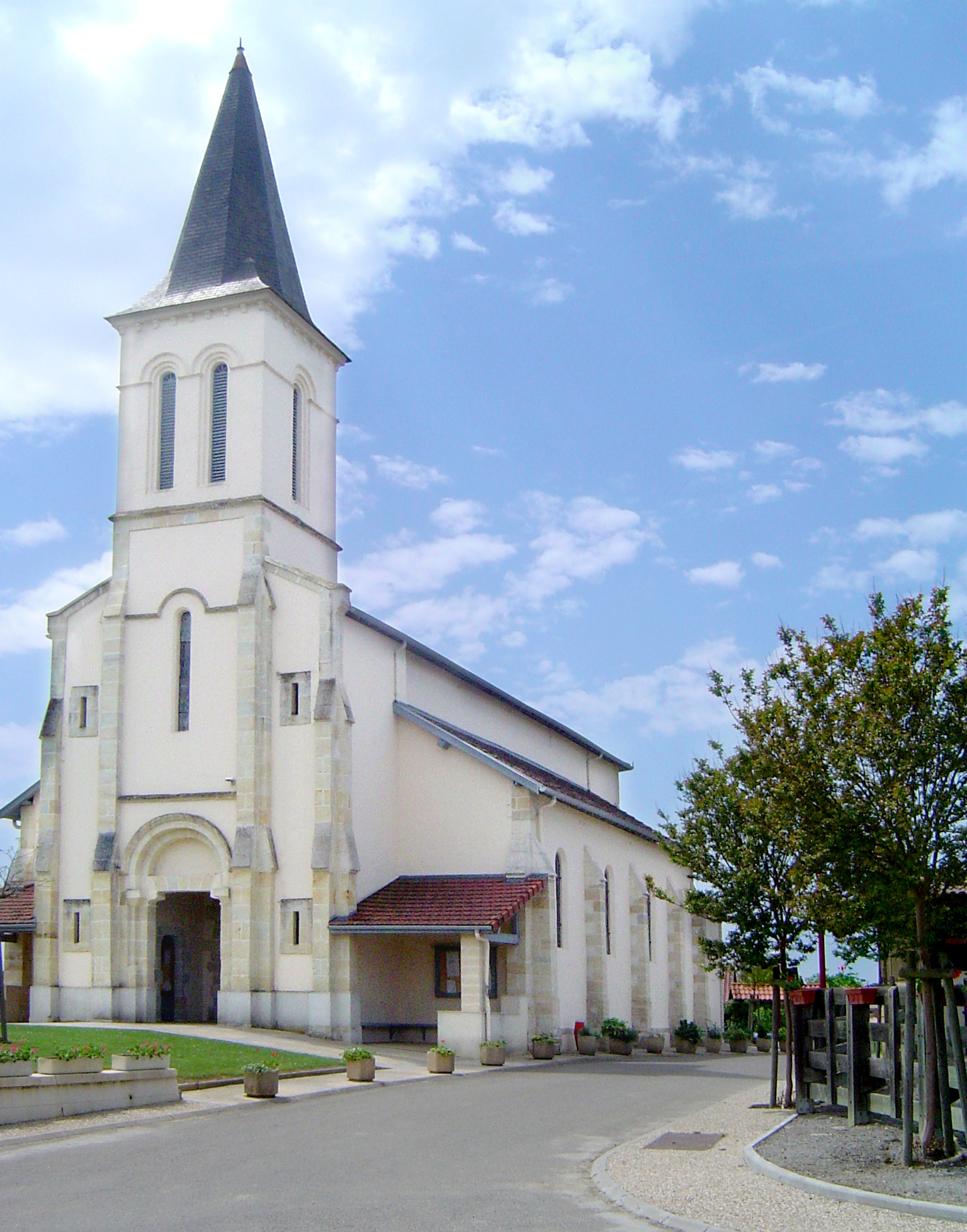
Kirche Saint-Barthélemy